# 2442 Corbett
2442 Corbett је астероид главног астероидног појаса са средњом удаљеношћу од Сунца која износи 2,387 астрономских јединица (АЈ).
Апсолутна магнитуда астероида је 12,8.